# Nicrophorus guttula
Nicrophorus guttula là một loài bọ cánh cứng trong họ Silphidae được miêu tả bởi Motschulsky in 1845.